# Barbara Ann Scott
Barbara Ann Scott, po mężu King (ur. 9 maja 1928 w Ottawie, zm. 30 września 2012 w Fernandina Beach) – kanadyjska łyżwiarka figurowa startująca w konkurencji solistek. Mistrzyni olimpijska z Sankt Moritz (1948), dwukrotna mistrzyni świata (1947, 1948), dwukrotna mistrzyni Europy (1947, 1948), dwukrotna mistrzyni Ameryki Północnej (1945, 1947) oraz czterokrotna mistrzyni Kanady (1944–1946, 1948).
W 1948 roku zdobyła dla Kanady pierwszy złoty medal olimpijski w konkurencji solistek.
Bezpośrednio po igrzyskach i zdobyciu złotego medalu olimpijskiego zakończyła karierę amatorską, przechodząc do rewii lodowej, w znacznej części za sprawą działań Avery Brundage’a, wówczas przewodniczącego Amerykańskiego Komitetu Olimpijskiego, który zagroził jej dyskwalifikacją za przyjęcie prezentu w postaci samochodu od władz miasta Ottawy. Barbara Ann Scott, będąca córką milionera, chcąc zadrwić z nielubianego przez sportowców działacza, demonstracyjnie zwróciła samochód, a następnego dnia podpisała kontrakt zawodowy.
12 lutego 2010 roku Scott była jedną z osób wnoszących flagę olimpijską na stadion podczas ceremonii otwarcia Zimowych Igrzysk Olimpijskich 2010 w Vancouver.
W latach 1955–2012 jej mężem był Thomas Van Dyke King, który był agentem reklamowym jednej z rewii łyżwiarskich w których występowała.
Zmarła w wieku 84 lat w Fernandina Beach w swoim domu na Florydzie.

## Osiągnięcia

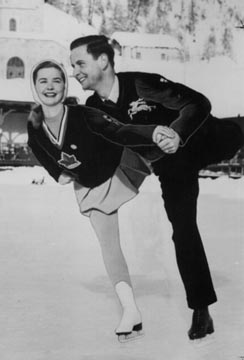
Barbara Ann Scott i Hans Gerschwiler na wspólnym treningu podczas igrzysk olimpijskich (1948)

| Zawody                        | 1941           | 1942           | 1944           | 1945           | 1946           | 1947           | 1948           |                |                |                |                |                |                |                |                |                |                |
| Międzynarodowe                | Międzynarodowe | Międzynarodowe | Międzynarodowe | Międzynarodowe | Międzynarodowe | Międzynarodowe | Międzynarodowe | Międzynarodowe | Międzynarodowe | Międzynarodowe | Międzynarodowe | Międzynarodowe | Międzynarodowe | Międzynarodowe | Międzynarodowe | Międzynarodowe | Międzynarodowe |
| ----------------------------- | -------------- | -------------- | -------------- | -------------- | -------------- | -------------- | -------------- | -------------- | -------------- | -------------- | -------------- | -------------- | -------------- | -------------- | -------------- | -------------- | -------------- |
| Igrzyska olimpijskie          |                |                |                |                |                |                | 1              |                |                |                |                |                |                |                |                |                |                |
| Mistrzostwa świata            |                |                |                |                |                | 1              | 1              |                |                |                |                |                |                |                |                |                |                |
| Mistrzostwa Europy            |                |                |                |                |                | 1              | 1              |                |                |                |                |                |                |                |                |                |                |
| Mistrzostwa Ameryki Północnej | 6              |                |                | 1              |                | 1              |                |                |                |                |                |                |                |                |                |                |                |
| Krajowe                       |                |                |                |                |                |                |                |                |                |                |                |                |                |                |                |                |                |
| Mistrzostwa Kanady            | 2              | 2              | 1              | 1              | 1              |                | 1              |                |                |                |                |                |                |                |                |                |                |

## Nagrody i odznaczenia
- Order Ontario – 2008
- Canada’s Walk of Fame – 1998
- International Women’s Sports Hall of Fame – 1997[2]
- Ontario Sports Hall of Fame – 1997[2]
- Order Kanady (II klasa – Oficer) – 1991[2]
- Skate Canada Hall of Fame – 1991[2]
- Światowa Galeria Sławy Łyżwiarstwa Figurowego – 1979[7]
- Ottawa Sports Hall of Fame – 1966[2]
- Canada’s Sports Hall of Fame – 1955[2]
- Canadian Olympic Hall of Fame – 1948[2]